# 鄧肯斯普林斯 (加利福尼亞州)
鄧肯斯普林斯（英語：Duncan Springs）是位於美國加利福尼亞州門多西諾縣的一個非建制地區。該地的面積和人口皆未知。

## 地理
鄧肯斯普林斯的座標為38°57′08″N 123°07′29″W / 38.95222°N 123.12472°W，而該地的平均海拔高度為238米（即781英尺）。